# 匈牙利国社会主义工人党
匈牙利国社会主义工人党（缩写为MSZMP）是1925年成立的匈牙利合法政党，主要由共产主义者和社会民主主义者组成。该党实际上是当时被迫转入地下活动的匈牙利国共产党的掩护机构。
该党的目标是实现国家的民主转型，并最终引入社会主义的经济和社会制度。该党主要在农民和青年中开展工作，并致力于实现工人阶级的团结。该党的主席是瓦吉·伊什特万。1925年，该党在奥地利维也纳召开第一次代表大会，实际上这是匈牙利国共产党的代表大会。
该党对匈牙利社会民主党采取敌对态度。由于处于敌对环境中，该党成员策划的许多密谋暴露，导致被逮捕的党内高级官员日益增加。随着接连不断的逮捕和意识形态上的误判，该党失去了运作能力，霍尔蒂独裁政权于1928年取缔该党。该党的领导人富尔斯特·山多尔和沙拉伊·伊姆雷在1932年被处决。